# Пол, Джон Уорбертон
Сэр Джон Уорбертон Пол (англ. Sir John Warburton Paul 29 марта 1916, Уэймут, Великобритания — 31 марта 2004, Великобритания) — британский государственный и колониальный деятель, последний губернатор Багамских островов (1972—1973).

## Биография
Получил образование в Уэймутском Колледже и Колледже Селвин в Кембридже. В 1937 г. был зачислен в Королевский Корпус, а в 1939 г. — в регулярный Королевский танковый полк. За личную храбрость во время немецкого вторжения во Францию в 1940 г. получил Военный крест. Однако, затем был захвачен немцами и был до конца войны военнопленным. В 1946 г. получил звание капитана, а в 1947 г. вышел в отставку. Вскоре он начал работать на различных должностях в колониальной администрации Сьерра-Леоне, вплоть до получения независимости страной в 1961 г. В 1962 г. был посвящён в рыцари.
- 1962—1965 гг. — губернатор,
- 1965—1966 гг. — генерал-губернатор Гамбии, затем был заменен гамбийцем,
- 1966—1972 гг. — губернатор Британского Гондураса (ныне Белиз),
- 1972—1973 гг. — губернатор,
- 1973 г. — и. о. генерал-губернатора Багамских остров,
- 1974—1980 гг. — лейтенант-губернатор острова Мэн.

С 1980 г. — в отставке.
В 1946 г. женился на (Кэтлин) Одри Виден. У них было три дочери, супруги прожили в браке 58 лет.